# 马库斯·哈钦斯
马库斯·哈钦斯（Marcus Hutchins，1994年—），在网上也称为MalwareTech，是英国的计算机安全研究人员，以暂时阻止WannaCry勒索软件攻击而闻名。他受雇于网络安全公司Kryptos Logic。哈钦斯来自德文郡的伊爾弗勒科姆。